# Ронеља Хајати
Ронеља Хајати (алб. Ronela Hajati; Тирана, 2. септембар 1989), познатија као Ронеља, албанска је певачица, композиторка и плесачица. Учествовала је у разним певачким и плесачким такмичењима као дете пре него што је почела да ради на музичкој каријери. Позната је по свестраности у музици, стилу и наступима. Победом на 60. издању Фестивала песме, остварила је право да представља Албанију на Песми Евровизије 2022. са песмом „Sekret".

## Живот

### 1989–2016: Рани живот и почеци каријере
Ронеља Хајати је рођена 2. септембра 1989. у Тирани, у тада Народној Републици Албанији. Њена мајка је родом из Корче, а њен отац из Скадра. Показала је афинитет према музици док је била веома млада, а ишла је у балетску школу и учила да свира клавир док је била у основној школи. Учествовала је у разним албанским певачким и плесачким такмичењима. Хајати наставља своју каријеру учествујући у разним такмичењима као што су Топ Фест и Кенга Мађике. Славу међу албанцима стиче пошто је избацила сингл „Mala Gata" у мају 2013. Крајем 2013. учествује у 15. издању Кенге Мађик са песмом „Mos ma lsho", која јој је донела награду онлајн гласања. In December 2015, Hajati released her follow-up single "A do si kjo" and peaked at number 13 in Albania. The succeeding charting single, "Marre", followed in June 2016 and peaked at number 13 as well.

### 2017 — данас:RRONи даљи успеси
2017. и 2018. је објавила 4 сингла: „Mos ik", „Sonte", „Maje men" и „Do ta luj", који су били успешни и сви доспели на листу најбољих 30 песама у Албанији. 2018. поново учествује на Менки Мађик (у 20. издању) са песмом „Vuj" која јој је донела 4. место. У марту 2019. после кратке паузе, објављује песму „Pa dashni" која доспева на 6. место албанске топ листе. Њени успеси на топ листама су се наставили у јуну 2019. кад је њен сингл "Çohu", сарадња са албанским репером Дон Феномом, дебитовао на 7. месту албанске топ 100 листе. Потом објављује „Lage" који доспева у првих 10 и њен први сингл који је доспео на прво место, "MVP", објављен у септембру 2019.
У јулу 2020, албански фудбалски клуб ФК Тирана је питао Ронељу да продуцира и изведе химну клуба "Bardh' e blu" као део славља за 100 година постојања клуба. У марту 2021. је најавила свој први албум „RRON”, који треба да буде објављен 2022. Главни сингл албума „Prologue" је истог месеца доспео на 19. место албанске топ 100 листе, а успео да достигне 2. место месец дана касније. Дрги сингл албума „Shumë i mirë" који је достигао 15. место касније у 2021. је номинован за награду на Ноћима албанске музике у Улцињу, у Црној Гори. Трећи сингл „Aventura" из маја 2021. је достигао 3. место у Албанији. У јуну 2021. објављује сарадњу са музичарем Vig Poppa за 4. албумски сингл „Alo" који је ушао у топ 15 истог месеца. „Leje”', 5. сингл објављен у октобру 2021. је доспео на 13. место. Албански јавни сервис РТШ је у новембру 2021. објавио да је Ронеља једна од 20 учесника 60. Фестивала песме. Истог месеца јој је понуђен наступ на фестивалу Бела Ноћ у Тирани. Током финала Фестивала песме, однела је победу и право да представља Албанију на Песми Евровизије 2021.

## Уметност
Хајати је препозната по својој свестраности у музици, стилу и наступима. Примарно је окарактерисана као поп певачица. Ипак, она експериментише са разним жанровима, укључујући R&B и реге. За своју инспирацију и узор је навела Мајкла Џексона. Фан је порториканског музичара Рики Мартина и била је на његовом концерту са Енрике Инглесијасом у Њујорку у октобру 2021.

## Приватан живот
Хајати се сматра узором за позитивност изгледа тела и самопоуздања. Такође се сматра затвореном особом за јавност по питању приватног живота. 2015. је ушла у везу са албанским музичарем Young Zerka са којим је избацила више синглова и музичких видеа пре раскида 2018. As of December 2021, Hajati resides with her mother in Tirana.

## Дискографија

### Албуми
- „RRON” (TBA)

### Синглови

#### Као водећи вокал
| „Requiem" (са Оргесом Зајми)                                                                                 | 2006. | Листа није постојала | Сингл не припада албуму |
| „Me ty nuk shkoj"                                                                                            | 2007. | Листа није постојала | Сингл не припада албуму |
| „Shume Nice"                                                                                                 | 2009. | Листа није постојала | Сингл не припада албуму |
| „Kam frikë te të dua"                                                                                        | 2009. | Листа није постојала | Сингл не припада албуму |
| „Harroje" | 2010. | Листа није постојала | Сингл не припада албуму |
| „Neles" (са Visari Skillz)                                                                                   | 2011. | Листа није постојала | Сингл не припада албуму |
| „Nuk ka më kthim"                                                                                            | 2012. | Листа није постојала | Сингл не припада албуму |
| „Mala Gata"                                                                                                  | 2013. | Листа није постојала | Сингл не припада албуму |
| „Mos ma lsho"                                                                                                | 2013. | Листа није постојала | Сингл не припада албуму |
| „Veç na" (са Агон Амигом)                                                                                    | 2014. | Листа није постојала | Сингл не припада албуму |
| „A do si kjo"                                                                                                | 2015. | 13                   | Сингл не припада албуму |
| „Amini" | 2016. | —                    | Сингл не припада албуму |
| „Marre" | 2016. | 13                   | Сингл не припада албуму |
| „Syni i jemi" (са Young Zerka)                                                                               | 2016. | —                    | Сингл не припада албуму |
| „Mos ik" | 2017. | 21                   | Сингл не припада албуму |
| „Ladies" | 2017. | —                    | Сингл не припада албуму |
| „Sonte" (са Lyrical Son)                                                                                     | 2017. | 22                   | Сингл не припада албуму |
| „Diamanta" (са Young Zerka)                                                                                  | 2017. | —                    | Сингл не припада албуму |
| „Maje men"                                                                                                   | 2018. | 24                   | Сингл не припада албуму |
| „Do ta luj"                                                                                                  | 2018. | 18                   | Сингл не припада албуму |
| „Vuj" | 2018. | —                    | Сингл не припада албуму |
| „Pa dashni"                                                                                                  | 2019. | 6                    | Сингл не припада албуму |
| „Çohu" (са Don Phenom)                                                                                       | 2019. | 7                    | Сингл не припада албуму |
| „Lage" | 2019. | 6                    | Сингл не припада албуму |
| „MVP" | 2019. | 1                    | Сингл не припада албуму |
| „Genjeshtar je X Pare"                                                                                       | 2020. | 16                   | Сингл не припада албуму |
| „Bardh e blu"                                                                                                | 2020. | —                    | Сингл не припада албуму |
| „Prologue"                                                                                                   | 2021. | 2                    | RRON                    |
| „Shumë i mirë"                                                                                               | 2021. | 15                   | RRON                    |
| „Aventura"                                                                                                   | 2021. | 3                    | RRON                    |
| „Alo" (са Vig Poppa)                                                                                         | 2021. | 14                   | RRON                    |
| „Leje" (са Клементом)                                                                                        | 2021. | 13                   | RRON                    |
| „Sekret" | 2021. | —                    |                         |
| „—” означава издање које или није дебитовало на тој топ-листи или није дебитовало у/на тој земљи/територији. |       |                      |                         |

#### Као гостујући извођач
| Песма                                       | Година | Албум                   |
| ------------------------------------------- | ------ | ----------------------- |
| „Ka je 2x" (Адријан Гаџа са Ронељом Хајати) | 2017   | Сингл не припада албуму |
| „Dilema" (Don Phenom са Ронељом Хајати)     | 2019   | Сингл не припада албуму |

### Композиторски радови
| Песма        | Година | Извођач(и)       | Албум                   | Реф.   |
| ------------ | ------ | ---------------- | ----------------------- | ------ |
| „Anna"       | 2018.  | Young Zerka      | Сингл не припада албуму | [ 50 ] |
| „Nuk ma nin" | 2018.  | Young Zerka      | Сингл не припада албуму | [ 51 ] |
| „Maraz"      | 2019.  | Анђеља Перистери | Сингл не припада албуму | [ 52 ] |
| „Lujta"      | 2020.  | Анђеља Перистери | Сингл не припада албуму | [ 53 ] |